# I Kadek Agung Widnyana
I Kadek Agung Widnyana (sinh ngày 25 tháng 6 năm 1998) là một cầu thủ bóng đá người Indonesia hiện tại thi đấu ở vị trí tiền vệ cho câu lạc bộ Liga 1 Bali United.

## Sự nghiệp

### Bali United
Ngày 18 tháng 1 năm 2018, Agung chính thức ký một bản hợp đồng 2 năm với câu lạc bộ tại Liga 1 Bali United sau khi được đẩy lên từ U-19 Bali United và được giới thiệu như là cầu thủ thử việc vào ngày 4 tháng 12 năm 2017.

### Bàn thắng quốc tế
Tỉ số và kết quả liệt kê bàn thắng của Thái Lan trước.
| #  | Ngày               | Địa điểm                            | Đối thủ  | Tỉ số | Kết quả | Giải đấu                 |
| -- | ------------------ | ----------------------------------- | -------- | ----- | ------- | ------------------------ |
| 1. | 3 tháng 6 năm 2021 | Sân vận động Al Maktoum, Dubai, UAE | Thái Lan | 1–1   | 2–2     | Vòng loại World Cup 2022 |